# Egerbegy
Egerbegy (románul Agârbiciu) falu Romániában Kolozs megyében, Magyarkapus  községben, Gyalu és Körösfő között félúton, Magyarkapushoz közel.

## Nevének említése
1839-ben Agirbits, Agribits, Agregyits, 1863-ban Agirbits, 1920-ban Agribiciu néven találjuk meg.

## Története
Az 1009-ben alapított erdélyi püspökség uradalmához tartozott. 
Már 1850-ben teljesen románok lakta település, később néhány magyar lakja ugyan, de az 1992-es adatok szerint lakossága 564 ortodox vallású román. 
A falu a trianoni békeszerződésig Kolozs vármegye Gyalui járásához tartozott.

## Látnivalók
Karcsú, magas, fazsindelyes ortodox fatemploma a 18. században épült. Érdekesség, hogy a  szentély fedele alacsonyabb, mint a tetőszerkezet többi része, a templom bejárata előtt tornác látható.